# Cisrhenanische Republik
Die Cisrhenanische Republik (von lateinisch cis- ‚diesseits‘, und Rhenus ‚Rhein‘; moderne Alternativschreibweise: Zisrhenanische Republik) war eine 1797 im Zuge des Exports der Französischen Revolution ausgerufene sogenannte Tochterrepublik, die die Franzosen aus den vom Heiligen Römischen Reich Deutscher Nation besetzten linksrheinischen Gebieten schaffen wollten. Sie kam letztlich allerdings nicht zustande.
Mit ihrem Verfassungsentwurf für einen Staat mit politischer Freiheit, bürgerlicher Gleichheit gemäß der Losung Freiheit, Gleichheit, Brüderlichkeit sowie der Abschaffung der Privilegien des Adels und der Kirchen wird sie – zusammen mit der Mainzer Republik – in der deutschen Geschichte als einer der frühen Schritte zur Volkssouveränität, zu einer demokratischen Staatsform, angesehen.

## Geographie

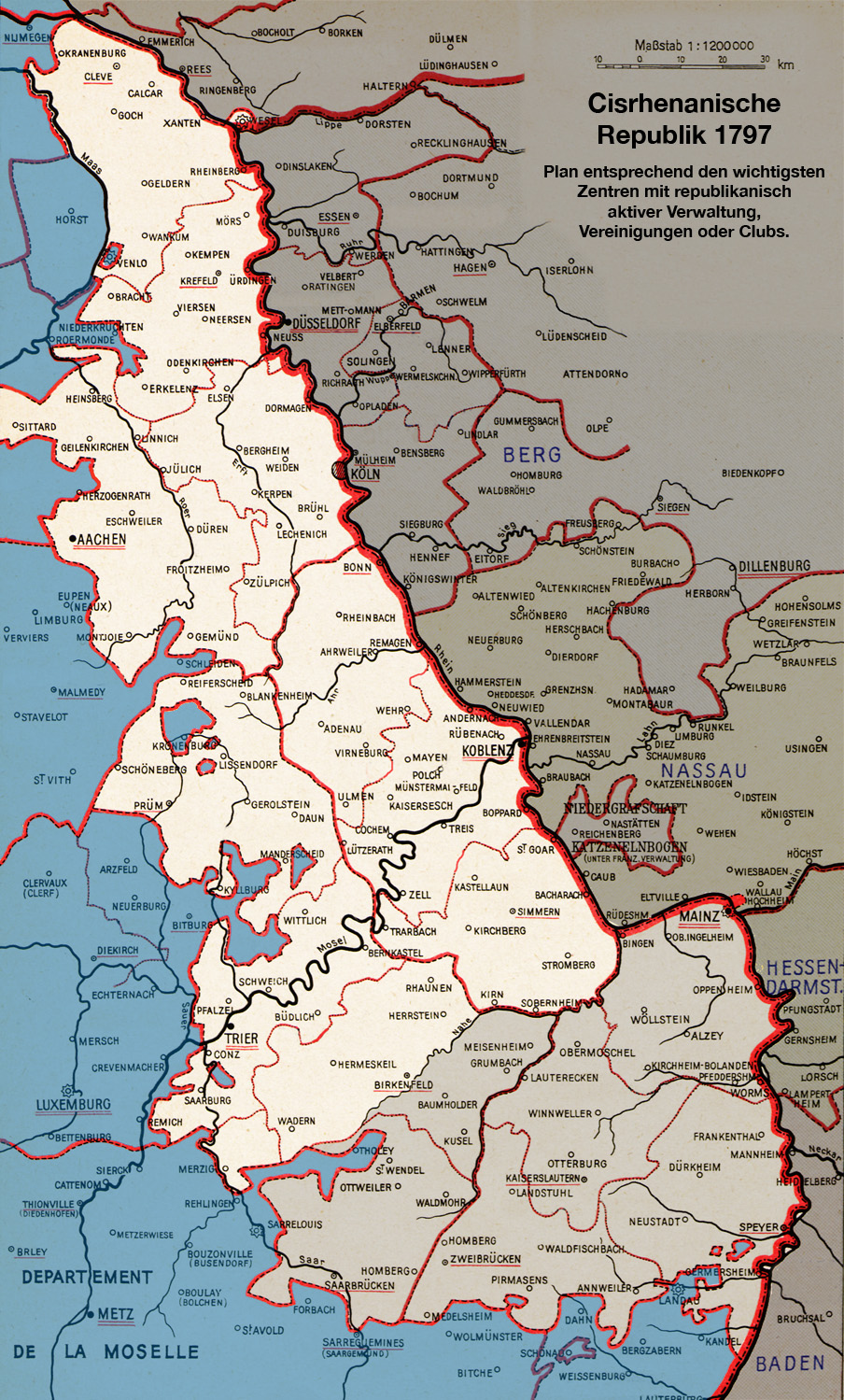
Weiße Fläche: Provisorische Cisrhenanische Republik 1797. Die roten Linien sind die Grenzen der 1798 entstandenen Départements und Arrondissements bis 1815

Am 13. April 1797 verfügte das Direktorium als französische Regierung mit drei Stimmen und zwei Enthaltungen die Bildung einer „république sœur“, einer Schwesterrepublik, am linken Rheinufer. Sie sollte aus den eroberten linksrheinischen Gebieten der ehemaligen Kurfürstentümer Köln, Mainz und Trier, der Kurpfalz, der Herzogtümer Arenberg und Jülich-Berg, des Fürstentums Simmern sowie mehrerer Grafschaften und reichsritterlicher Herrschaften bestehen.

General Lazare Hoche, Oberkommandierender der Militärbesatzung und 1797 Chef der linksrheinischen, französisch-deutschen Zivilverwaltung

Diese Länder „von Cleve bis Speyer“ hatten bereits seit 1794 die Rhein-Mosel-Armee und die Sambre-Maas-Armee in ihre jeweiligen Besatzungszonen geteilt, mit der deutschen Mosel, später der Nahe, als Trennung in einen südlichen und nördlichen Machtbereich. Gefördert von dem Oberkommandierenden General Lazare Hoche, der eine Annexion ablehnte, wurde das nördliche Rheinland von republikanischen Anhängern einer Trennung vom Reich zur „Cisrhenanischen Republik“ proklamiert, ohne jedoch so in den Status eines Staats mit klar definierten Grenzen zu gelangen.
Eine kartographische Darstellung der Cisrhenanischen Republik ist nicht bekannt. Erst nach 1807 wurde begonnen, das linksrheinische Deutschland zu vermessen.
Als dieses Gebiet 1798 nach seiner Annexion durch Frankreich in vier französische Départements aufgegliedert wurde, zählte man 1.297.151 Einwohner.

## Vorgeschichte
Die Verbreitung der revolutionären Forderungen nach politischer und geistiger Unabhängigkeit und die Erklärung der Menschen- und Bürgerrechte 1789 für alle Bevölkerungsschichten hatten, über die Grenzen Frankreichs hinaus, auch in linksrheinischen Orten zu oppositionellen Unruhen gegen die adligen, kurfürstlichen und klerikalen Herrschaften geführt. „Die ansteckende Gährung des Freiheitsgeistes breitet sich auf die Reichsgrenzen aus“ berichtet im Dezember 1789 ein Mainzer Hofrat der kaiserlichen Regierung nach Wien.
Das in Frankreich eingeläutete Ende einer absolutistischen Monarchie, die Abschaffung des Adels, die Revolten gegen ein feudales Pacht- und Abgabensystem, verführten auf deutscher Seite die handarbeitenden Schichten zur Nachahmung mit Arbeitsniederlegungen, Abgabenverweigerung und sogar Gewalttätigkeiten gegen Anhänger der bestehenden Ordnung. „Das geschah […] ohne eine weitergehende Zielsetzung und ohne die Mitwirkung anderer Bevölkerungsschichten“. In aufgeklärten, gebildeten Bevölkerungskreisen fand das Beispiel einer Mitwirkung des Volkes an der Wahl seiner Regierung und der Verwaltung des Staates Sympathien und Zustimmung, die sich in Flugblättern, Plakaten oder Presseartikeln niederschlugen.
1790 kommentierte die regierungsfreundliche Mainzer Zeitung Nr. 8: „[…] und selbst der Landmann manchen Dörfchens kündigt seinem Richter oder seinem gnädigen Herren den Gehorsam auf, weil er hört, Rebellion sei allgemeine Sitte“. Und der sich in Frage gestellt sehende Kurfürst von Trier mahnte den Klerus an, „[…] im Hinblick auf den von Frankreich her eindringenden revolutionären Geist, die Gläubigen zu friedlicher Gesinnung und Gehorsam gegen die Obrigkeit anzuhalten“ und verschärfte die Pressezensur und die Bespitzelung seiner Untertanen.
Im Spätsommer 1792 begann ein österreichisch-preußisches Heer der Ancien Régimes, der „Regierungen von Gestern“, die Revolution in Frankreich zu bekämpfen, aber scheiterte dabei anfänglich. Dagegen eroberten die Revolutionstruppen die linksrheinische Pfalz und besetzten Mainz, Speyer und Worms. An Stelle der in Panik geflüchteten, militärisch hilflosen Herrschaften wurden zivile Verwaltungen eingesetzt. In Mainz wurde der Jakobinerklub, die „Gesellschaft der Freunde der Freiheit und Gleichheit“ gegründet. Zusammen mit der Besatzungsmacht wollten sie die Revolution am Rhein fortführen, die Rückkehr der kurfürstlichen Regierung verhindern und sich aus dem Staatenverbund des Heiligen Römischen Reichs lösen.
Die im März 1793 errichtete, sogenannte Mainzer Republik, ein vom Deutschen Reich unabhängiger, frei gewählter „Rheinisch-Deutscher Freistaat“, war linksrheinisch von Bingen bis Landau der erste Versuch einer demokratischen Staatsgründung nach französischem Vorbild. Er wurde am 31. Juli 1793 mit Verordnungen „über die Wiederherstellung der alten Ordnung“ des Mainzer Erzbischofs und Kurfürsten Friedrich Karl Joseph von Erthal nach der erfolgreichen Belagerung durch die preußischen und österreichischen Truppen und dem Abzug der Franzosen aufgehoben. Die Mainzer Republikaner, Klubisten und Jakobiner wurden gerichtlich verfolgt, misshandelt und eingekerkert, einige vom Mob erschlagen, andere konnten nach Frankreich ins Exil flüchten.
Mit der Einführung der allgemeinen Wehrpflicht im August 1793, der Levée en masse, konnte Frankreich seine Revolutionsarmeen nicht nur zur Verteidigung seines Territoriums stärken, sondern gegenüber seinen Nachbarn eine neue Außenpolitik formulieren. Georges Danton sprach vor dem Nationalkonvent: „Die Grenzen Frankreichs werden von der Natur gebildet. In allen vier Himmelsrichtungen werden wir sie erreichen: am Rhein, am Ozean und in den Alpen.“
Zum Jahresende 1794 war dann auch das in zahlreiche Territorien von Adel und Klerus zersplitterte linke Rheinufer mit Ausnahme von Mainz unter französischer Militärbesatzung und Verwaltung, ohne dass sich vorerst in Paris eine politische Lösung zum zukünftigen Status der Eroberungen abzeichnete. Annexion oder Gründung einer Tochterrepublik als Pufferstaat entlang der Grenze zum Heiligen Römischen Reich war mal bei dieser, mal bei jener Regierungsseite eine Option. Nachdem mit Preußen bereits 1795 in einem geheimen Friedensvertrag eine Abtrennung seiner Länder am Niederrhein vereinbart worden war, verhinderte das bis 1796/97 wechselnde Kriegsglück der Franzosen gegen Österreich und der in Aussicht stehende Friedenskongress in Rastatt eine eindeutige Strategie. Diese war von häufig wechselnden Verantwortlichkeiten gekennzeichnet und ließ sogar auf deutscher Seite die Anhänger der ehemaligen Fürstenherrschaften mit der Wiederherstellung vorrevolutionärer Verhältnisse rechnen.
Sah man zu Beginn der Revolutionskriege in den Franzosen noch die Befreier von der Herrschaft der Fürsten und „Pfaffen“, hatten sich ab 1794 anfängliche Sympathien in Ablehnung und passiven Widerstand gewandelt, als die Armeen aus ökonomischen Gründen und zur Sicherung von Eroberungen im Rheinland stationiert blieben. Französische Beamte und Verwaltungseinrichtungen hatten, neben der Versorgung der Truppe, auch für die Kriegswirtschaft im Mutterland – und die eigenen Taschen – Gelder und Naturalien in willkürlich angesetzter Menge einzutreiben.
Die mangelhafte Verwaltung, die Disziplinlosigkeit der Truppen und die zunehmend ablehnende Haltung des größten Teils der Bevölkerung gegenüber revolutionären Veränderungen ließen Anfang 1797 das Direktorium den durch die „Befriedung der Vendée“ qualifizierten 29-jährigen General Lazare Hoche als Oberkommandierenden der Militär- und Zivilverwaltung für das nördliche Rheinland entsenden. Er reformierte zwischen Maas, Rhein und Mosel die bisherigen Behörden und führte eine Direktorialverwaltung nach französischem Vorbild ein.
Um in der Bevölkerung Zustimmung für die Veränderungen zu gewinnen, setzte er Beamte der früheren Regierungen wieder in die neu geordneten Ämter ein. Als populäre Maßnahme wurde u. a. an die Rückgabe der Kirchengüterverwaltung an die Kirche und der Domänenverwaltung an die Bezirksregierungen gedacht. Von den erklärten Gegnern der aufs rechte Rheinufer geflüchteten Herrschaften bis zu den Sympathisanten der französischen Revolutionsideen wurde – auch durch Aufhebung der Pressezensur – erwartet, Propaganda für eine rheinische Republik zu machen.
Anfang April 1797 schrieb General Hoche an das Pariser Direktorium: „Les habitants de la rive gauche du Rhin proclament hautement les droits de l’homme […] C’est à vous, Citoyens Directeurs, à juger de quelle utilité peut nous être un peuple libre entre l’Empire et nous“. Die Mehrheit des Direktoriums, Barras, Carnot, La Révellière-Lépeaux, wies am 24. April 1797 Hoche an, alles zur Errichtung einer république séparée unter französischer Leitung zu unternehmen.
Im Sommer 1797 lebten die republikanischen Bewegungen „als vielschichtige Opposition wieder auf.“ Die politische Ungewissheit über den Ausgang der französisch-österreichischen Verhandlungen zwischen dem Vorfrieden von Leoben und dem Frieden von Campo Formio ließ sowohl die konservativen Anhänger des Ancien Régime, besonders vertreten nördlich einer Linie Aachen-Köln, wie auch die Befürworter eines Anschlusses an Frankreich vor allem in der Pfalz und an der Saar und die nach Unabhängigkeit strebenden Cisrhenanen am Mittelrhein aktiv werden.
Die Aufhebung der Pressezensur im Juli 1797 gab den Befürwortern einer neuen freiheitlichen Gesellschaftsordnung die Gelegenheit, ihre Vorstellungen zu propagieren und die Rückkehr des „Alten Regimes“ zu verhindern. Sie erreichten damit aber nur einen kleinen, vor allem in den Städten lebenden Teil der Bevölkerung. „Die große, politisch teilnahmslose Mehrheit wollte den Fortbestand der überlieferten, kleinstaatlichen Welt am Rhein.“ Die erschreckenden Berichte über die Auswirkungen der Revolution innerhalb Frankreichs und die eigenen Erfahrungen mit der Militärbesatzung zwischen 1794 und 1796 spielten dabei besonders im ländlichen Raum von Eifel und Hunsrück eine erhebliche Rolle.
In größeren Gemeinden und Städten schlossen sich republikanische Vereinigungen, auch „Volksgesellschaften“ genannt, zu einer Cisrhenanischen Föderation zusammen, „um der republikanischen Idee eine größere Resonanz zu verschaffen.“ Maßgeblich beteiligt waren am Rhein dabei Mitglieder der Bezirksregierung Bonn und Juristen der ehemaligen kurfürstlichen Verwaltung. In Koblenz gehörten Professoren und die Schülerschaft eines Gymnasiums zu den aktiven Republikanern.

## Proklamation der Republik

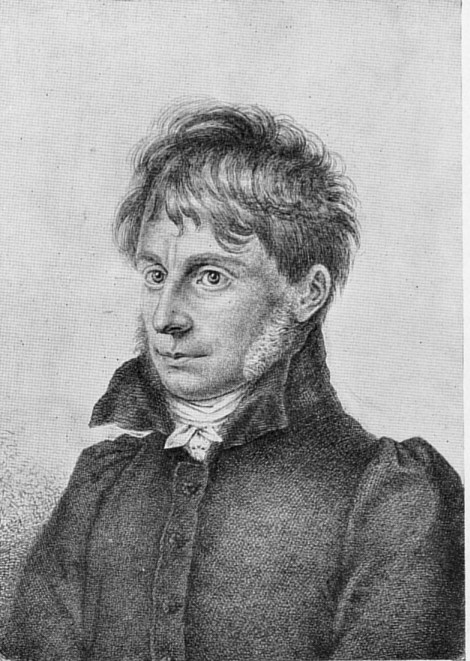
Josef Görres, Journalist und Publizist revolutionär-republikanischer Schriften

Während des Frühjahrs und des Sommers 1797 formierte sich unter dem Eindruck der von Napoléon Bonaparte während seines Italienfeldzugs errichteten Tochterrepubliken eine „cisrhenanische Bewegung“ deutscher Republikaner, wie beispielsweise Joseph Görres, zur Schaffung eines Staates nach dem französischen Vorbild.
Die wohl erste Proklamation einer Cisrhenanischen Republik fand in Rheinbach bei Bonn am 5. September 1797 statt, am 14. in Koblenz, am 17. September in Köln und am 22. September in Bonn. Hier konnten die Republikaner die wieder eingesetzten Stadträte der alten Zeit aus den Stadtverwaltungen verdrängen. Die Proklamationen wurden in vielen Orten von Aufmärschen, dem Pflanzen von Freiheitsbäumen und dem Hissen der grün-weiß-roten Flagge begleitet. In Anlehnung an den Französischen Revolutionskalender wollte man 1797 zum Jahr 1 der rheinischen Freiheit erklären. Doch trotz der Versprechen auf Reduzierung von Kontributionen, der Aussicht auf Befreiung von Feudallasten, dem Zehnten u. Ä., hatte der größte Teil der Bevölkerung noch keinen von ihren alten Regierungen unabhängigen politischen Willen entwickelt und schwankte zwischen Furcht und Desinteresse, was ihre Zukunft anging.
Der Name der Republik als Republik diesseits des Rheins spielte einerseits auf die im Juni/Juli 1797 geschaffene Cisalpinische Republik in Oberitalien an, deren Trikolore überdies die gleichen Farben aufwies wie die cisrhenanische, anderseits war hier der geografische Blickwinkel ein französischer und verdeutlichte die enge Verbundenheit der „Cisrhenanen“ mit ihrer Schutzmacht. Die Nationalflagge wurde meist in der vertikal gestreiften Version gezeigt. So wurde sie am 28. August 1797 in Köln, am 14. oder 28. September in Koblenz, am 15. September in Mainz sowie am 22. September in Bonn gehisst. Dies geschah in der Regel im Einflussbereich des französischen oberkommandierenden Generals Lazare Hoche, dessen Truppen das Rheinland besetzt hatten.
Die Anhängerzahl der Cisrhenanischen Republik ist kaum quantifizierbar: Eine geringe Archivlage und wenige, dazu noch oft denunziatorische Namenslisten lassen nur eine Angabe zu, die im einstelligen Prozentbereich der Gesamtbevölkerung liegt. Eine Bonner Liste von 1799 nennt 140 Republikaner von 4050 Einwohnern (ohne Dienstboten). Der größere Anteil daran hatte einen akademischen Berufshintergrund, gefolgt von dem Handwerkerstand. Diese Verhältnisse lassen sich auch für andere rheinische Orte annehmen.

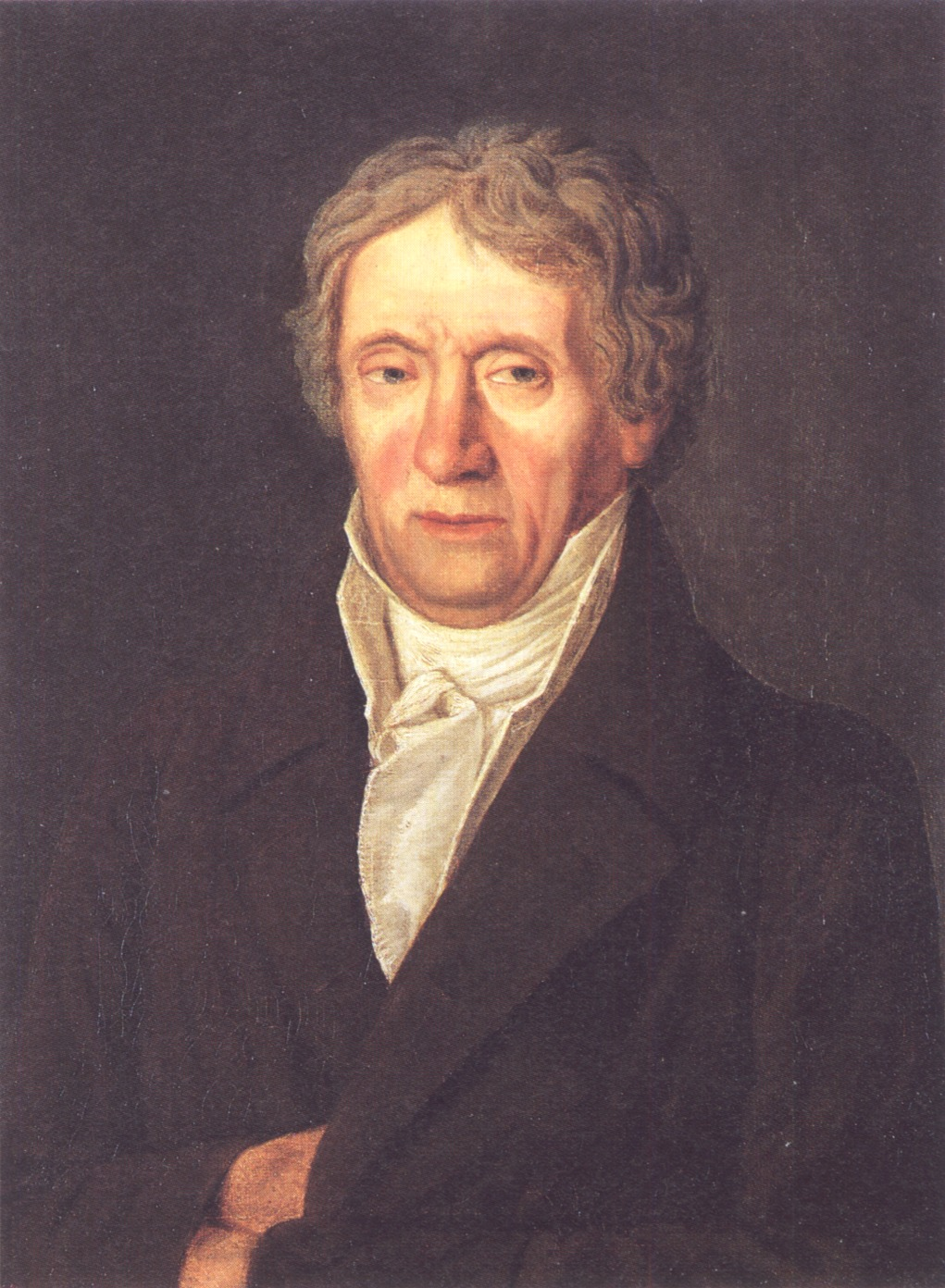
Mathias Metternich, Mainzer Jakobiner, forderte 1797 das Rheinland zu einer staatlichen Vereinigung mit Frankreich auf

Bekannte Vertreter der Cisrhenanischen Republikaner waren u. a. der bereits oben erwähnte Journalist Joseph Görres, ferner die Zeitungsverleger Johann Heinrich Gerhards und Franz Georg Joseph von Lassaulx aus Koblenz, der Verleger Johann Baptist Geich, der Universitätsprofessor Franz Gall, beide aus Bonn und der Binger Mathias Metternich, der Verfasser eines vielbeachteten „Aufruf[s] an die Bewohner des linken Rheinufers“ gegen die Feudalherrschaft, für eine bürgerliche, freie Republik mit oder ohne französische Protektion.
Gemäß den Vorstellungen der rheinischen Republikaner und dem französischen Konzept der Tochterrepubliken sollte die Cisrhenanische Republik ihre Fortsetzung in einer Transrhenanischen Republik jenseits des Rheins auf dem rechten Rheinufer finden, die sich später sogar hätten vereinigen können wie die beiden Vorgängerrepubliken der Cisalpinischen Republik, die Cispadanische Republik und die Transpadanische Republik diesseits bzw. jenseits des Po. Das Projekt der Transrhenanischen Republik verwirklichte Napoléon insoweit, als er zusammen mit der Auflösung des Reiches 1806 das Großherzogtum Berg und den von Frankreich abhängigen Rheinbund als eine Konföderation west- und mitteldeutscher Staaten schuf.

Flagge der Cisrhenanischen Republik

Horizontale Variante der Flagge

Heute ähnelt die Flagge Nordrhein-Westfalens der der Cisrhenanischen Republik, hat anders als diese aber einen dunkelgrünen statt einem hellgrünen Streifen und ist stets horizontal gestreift. Dasselbe gilt für die Flagge des seinerzeit ebenfalls von Napoleon besetzten Italiens mit dem Unterschied, dass diese stets vertikal gestreift ist.

## Ende der Republik
In Paris waren inzwischen nach dem antiroyalistischen Staatsstreich des 18. Fructidor am 4. September 1797 die annexionistischen Kräfte an der Macht. Sie widerriefen die ursprüngliche Unterstützung zur Loslösung der linken Rheinseite vom Reich und zur Bildung einer separaten Republik an General Hoche mit dem Befehl, „die unverzügliche Vereinigung des linken Rheinufers mit der Französischen Republik zu betreiben“. Hoche erreichte diese Anweisung nicht mehr. Er war am 18. September 1797 im Alter von nur 29 Jahren unerwartet in seinem Hauptquartier in Wetzlar an einer Atemwegsinfektion gestorben. Damit verloren die Cisrhenanen einen ihrer stärksten Befürworter auf französischer Seite.
Der am 17. Oktober 1797 geschlossene Frieden von Campo Formio brachte die Anerkennung der Rheingrenze durch den Kaiser. Aufgrund dieser Entwicklung gab die französische Regierung die Schaffung einer Tochterrepublik zugunsten der direkten Integration in Frankreich auf, was die seit Ludwig XIV. betriebene Reunionspolitik fortsetzte. Mit ihr waren das Elsass und Lothringen Mitte des 17. Jahrhunderts französisch geworden. Diese Politik war schon längere Zeit vorgedacht worden; so propagierte bereits 1785 der aus einer niederländischen Familie stammende Baron Johann Baptist von Cloots aus Donsbrüggen bei Kleve in seinem Werk Voeux d'un Gallophil („Wünsche eines Franzosenfreundes“) die Annexion des ganzen linken Rheinufers gemäß der Doktrin der natürlichen Grenzen und mit dem Verweis auf den Rhein als „natürlichen Ursprung“ der Gallier. Im November 1797 erfolgten die administrative Reorganisation der linksrheinischen Gebiete nach französischem Vorbild mit Bildung der Départements Rur, Rhein-Mosel, Saar und Donnersberg und die Übernahme französischen Rechts, auf Betreiben des Regierungskommissars François Joseph Rudler, was das faktische Ende der geplanten Cisrhenanischen Republik bedeutete.
Am 17. Dezember 1797 ließ Kommissar Rudler am Bonner Freiheitsbaum die grün-weiß-rote cisrhenanische Flagge niederholen und durch die blau-weiß-rote Trikolore ersetzen. „Damit wurde auch äußerlich sichtbar, daß die Illusion von der Selbstbestimmung der politischen Zukunft des linken Rheinufers endgültig zu Ende war.“
Ein Ende der Bestrebungen zur Errichtung einer unabhängigen Republik kann nicht alleine dem Ausgang der Friedensverhandlungen von Campo Formio zugeschrieben werden: Mangelhafte wirtschaftliche Voraussetzungen für eine eigenstaatliche Existenz, kein ernsthafter Widerstand der Bevölkerung gegen die französische Bevormundung, das Fehlen einer politischen Klasse, die fähig gewesen wäre, eine breite Bevölkerungsschicht zu mobilisieren, und schließlich die Abkehr Frankreichs von seinen revolutionären Befreiungsidealen zur Machtpolitik und Rheingrenzen-Doktrin waren die hauptsächlichen Gründe für das Nichtzustandekommen der Republik. Die Cisrhenanen konnten sich aber letztlich trotzdem rühmen, die Rückkehr der alten Herrschaften verhindert zu haben.
Die völkerrechtliche Anerkennung der Annexion geschah im Friede von Lunéville vom 9. Februar 1801.
Nach dem Zusammenbruch des napoleonischen Herrschaftssystems beschloss der Wiener Kongress, das Rheinland neu dem Königreich Preußen zuzuschlagen, das 1822 daraus die Rheinprovinz bildete, während die arrondierte ehemalige Kurpfalz unter dem Namen „Rheinkreis“, ab 1837 „Pfalz“ wieder zum Königreich Bayern kam. Erneute französische Annexionswünsche gegenüber der bayerischen Pfalz und dem hessischen Mainz als „Kompensation“ für die französische Neutralität im preußisch-österreichischen Krieg von 1866 wurden nach der Niederlage Frankreichs im Deutsch-Französischen Krieg von 1870 aufgegeben.
Die dem linken Rheinufer eigenen zentrifugalen politischen Kräfte manifestierten sich als sogenannte „Separatisten“ nochmals 1923 in einem kurzlebigen Versuch, nach dem Untergang des wilhelminischen Kaiserreichs am Ende des Ersten Weltkriegs eine eigene Rheinische Republik zu gründen.

## Historische Schriften
- Quelques réflexions sur l’établissement de la République cis-rhénane. Par le citoyen Dorsch, employé aux relations extérieures. Imprimerie C. F. Cramer, Paris, an VI de la République française 15 SS. 8°. Denkschrift von Anton Joseph Dorsch für die Annexion des linken Rheinufers durch die Französische Republik, gegen die Gründung einer besonderen Cisrhenanischen Republik. Gegensatz zu den Ausführungen von Georg Friedrich Rebmann über diesen Gegenstand. (1797 Oktober c. 10), Paris.